# 釣鐘屋本舗
株式会社釣鐘屋本舗（つりがねやほんぽ）は、大阪府大阪市浪速区にある、和菓子製造販売企業である。明治33年創業。四天王寺の大梵鐘を模した「釣鐘まんじゅう」、バナナカステラ「名代 芭蕉」が有名。

## 所在地
- 本社・工場 :大阪府大阪市浪速区恵美須東1丁目7-11